# NGC 6086
NGC 6086是位於星座北冕座的一個橢圓星系。它的視星等為12.7。它是阿貝爾2162星系團中最亮的團星系，是一個巨大的cD星系。2010年，在NGC 6086中發現了一個超大質量黑洞。

## 外部連結
- 维基共享资源上的相關多媒體資源：NGC 6086